# Flagenium petrikense
Flagenium petrikense är en måreväxtart som beskrevs av Markus Ruhsam och Aaron Paul Davis. Flagenium petrikense ingår i släktet Flagenium och familjen måreväxter. Inga underarter finns listade i Catalogue of Life.